# Victor Pădureanu
Victor Pădureanu a fost un arbitru de fotbal român. Este renumit mai ales după deciziile sale controversate din meciul dintre Bulgaria și Polonia din vara anului 1972.